# Список астероїдів (15801—15900)
| Назва                                     | Тимчасове позначення | Дата відкриття    | Місце відкриття                | Відкривач                                           |
| ----------------------------------------- | -------------------- | ----------------- | ------------------------------ | --------------------------------------------------- |
| (15801) 1994 AF                           | 1994 AF              | 2 січня 1994      | Обсерваторія Оїдзумі           | Такао Кобаяші                                       |
| (15802) 1994 AT2                          | 1994 AT2             | 14 січня 1994     | Обсерваторія Оїдзумі           | Такао Кобаяші                                       |
| (15803) 1994 CW                           | 1994 CW              | 7 лютого 1994     | Фарра-д'Ізонцо                 | Фарра-д'Ізонцо                                      |
| 15804 Єнісей (Yenisei)                    | 1994 EY5             | 9 березня 1994    | Коссоль                        | Ерік Вальтер Ельст                                  |
| (15805) 1994 GB1                          | 1994 GB1             | 8 квітня 1994     | Обсерваторія Кітамі            | Кін Ендате, Кадзуро Ватанабе                        |
| (15806) 1994 GN1                          | 1994 GN1             | 15 квітня 1994    | Обсерваторія Кітамі            | Кін Ендате, Кадзуро Ватанабе                        |
| (15807) 1994 GV9                          | 1994 GV9             | 15 квітня 1994    | Обсерваторія Мауна-Кеа         | Девід Джевітт, Джун Чен                             |
| 15808 Цельтер (Zelter)                    | 1994 GF10            | 3 квітня 1994     | Обсерваторія Карла Шварцшильда | Ф. Бернґен                                          |
| (15809) 1994 JS                           | 1994 JS              | 11 травня 1994    | Обсерваторія Серро Тололо      | Девід Джевітт, Джейн Лу                             |
| (15810) 1994 JR1                          | 1994 JR1             | 12 травня 1994    | Обсерваторія Ла-Пальма         | Майкл Ірвін, Анна Зітков                            |
| 15811 Нюсляйн-Фольхард (Nusslein-Volhard) | 1994 ND1             | 10 липня 1994     | Обсерваторія Карла Шварцшильда | Ф. Бернґен                                          |
| (15812) 1994 PZ                           | 1994 PZ              | 14 серпня 1994    | Обсерваторія Оїдзумі           | Такао Кобаяші                                       |
| (15813) 1994 PL12                         | 1994 PL12            | 10 серпня 1994    | Обсерваторія Ла-Сілья          | Ерік Вальтер Ельст                                  |
| (15814) 1994 PX12                         | 1994 PX12            | 10 серпня 1994    | Обсерваторія Ла-Сілья          | Ерік Вальтер Ельст                                  |
| (15815) 1994 PY18                         | 1994 PY18            | 12 серпня 1994    | Обсерваторія Ла-Сілья          | Ерік Вальтер Ельст                                  |
| (15816) 1994 PV39                         | 1994 PV39            | 10 серпня 1994    | Обсерваторія Ла-Сілья          | Ерік Вальтер Ельст                                  |
| 15817 Lucianotesi                         | 1994 QC              | 28 серпня 1994    | Обсерваторія Пістоїєзе         | Андреа Боаттіні, Маура Томбеллі                     |
| 15818 ДеВені (DeVeny)                     | 1994 RO7             | 12 вересня 1994   | Обсерваторія Кітт-Пік          | Spacewatch                                          |
| 15819 Алістерлінґ (Alisterling)           | 1994 SN9             | 28 вересня 1994   | Обсерваторія Кітт-Пік          | Spacewatch                                          |
| (15820) 1994 TB                           | 1994 TB              | 2 жовтня 1994     | Обсерваторія Мауна-Кеа         | Девід Джевітт, Джун Чен                             |
| (15821) 1994 TM2                          | 1994 TM2             | 2 жовтня 1994     | Обсерваторія Кітамі            | Кін Ендате, Кадзуро Ватанабе                        |
| (15822) 1994 TV15                         | 1994 TV15            | 8 жовтня 1994     | Паломарська обсерваторія       | Е. Гелін                                            |
| (15823) 1994 UO1                          | 1994 UO1             | 25 жовтня 1994    | Обсерваторія Кушіро            | Сейджі Уеда, Хіроші Канеда                          |
| (15824) 1994 WM1                          | 1994 WM1             | 27 листопада 1994 | Обсерваторія Оїдзумі           | Такао Кобаяші                                       |
| (15825) 1994 WX1                          | 1994 WX1             | 30 листопада 1994 | Фарра-д'Ізонцо                 | Фарра-д'Ізонцо                                      |
| (15826) 1994 YO                           | 1994 YO              | 28 грудня 1994    | Обсерваторія Оїдзумі           | Такао Кобаяші                                       |
| (15827) 1995 AO1                          | 1995 AO1             | 10 січня 1995     | Обсерваторія Оїдзумі           | Такао Кобаяші                                       |
| 15828 Sincheskul                          | 1995 BS              | 23 січня 1995     | Обсерваторія Оїдзумі           | Такао Кобаяші                                       |
| (15829) 1995 BA1                          | 1995 BA1             | 25 січня 1995     | Обсерваторія Оїдзумі           | Такао Кобаяші                                       |
| (15830) 1995 BW1                          | 1995 BW1             | 27 січня 1995     | Обсерваторія Оїдзумі           | Такао Кобаяші                                       |
| (15831) 1995 BG3                          | 1995 BG3             | 29 січня 1995     | Обсерваторія Наті-Кацуура      | Йошісада Шімідзу, Такеші Урата                      |
| (15832) 1995 CB1                          | 1995 CB1             | 7 лютого 1995     | YGCO (станція Тійода)          | Такуо Кодзіма                                       |
| (15833) 1995 CL1                          | 1995 CL1             | 3 лютого 1995     | Нюкаса                         | Масанорі Хірасава, Шохеї Судзукі                    |
| 15834 Макбрайд (McBride)                  | 1995 CT1             | 4 лютого 1995     | Обсерваторія Сайдинг-Спрінг    | Девід Ашер                                          |
| (15835) 1995 DY                           | 1995 DY              | 21 лютого 1995    | Обсерваторія Оїдзумі           | Такао Кобаяші                                       |
| (15836) 1995 DA2                          | 1995 DA2             | 24 лютого 1995    | Обсерваторія Мауна-Кеа         | Джейн Лу, Девід Джевітт                             |
| 15837 Маріовалорі (Mariovalori)           | 1995 DG13            | 25 лютого 1995    | Обсерваторія Азіаґо            | Маура Томбеллі                                      |
| 15838 Auclair                             | 1995 FU12            | 27 березня 1995   | Обсерваторія Кітт-Пік          | Spacewatch                                          |
| (15839) 1995 JH1                          | 1995 JH1             | 5 травня 1995     | Коссоль                        | Ерік Вальтер Ельст                                  |
| 15840 Hiroshiendou                        | 1995 KH1             | 31 травня 1995    | Обсерваторія Наніо             | Томімару Окуні                                      |
| 15841 Ямаґуті (Yamaguchi)                 | 1995 OX              | 27 липня 1995     | Обсерваторія Кума Коґен        | Акімаса Накамура                                    |
| (15842) 1995 SX2                          | 1995 SX2             | 20 вересня 1995   | Обсерваторія Кушіро            | Сейджі Уеда, Хіроші Канеда                          |
| (15843) 1995 SO3                          | 1995 SO3             | 20 вересня 1995   | Обсерваторія Кітамі            | Кін Ендате, Кадзуро Ватанабе                        |
| (15844) 1995 UQ5                          | 1995 UQ5             | 20 жовтня 1995    | Обсерваторія Наті-Кацуура      | Йошісада Шімідзу, Такеші Урата                      |
| 15845 Бембі (Bambi)                       | 1995 UC17            | 17 жовтня 1995    | Обсерваторія Кітт-Пік          | Spacewatch                                          |
| 15846 Біллфайф (Billfyfe)                 | 1995 UK28            | 20 жовтня 1995    | Обсерваторія Кітт-Пік          | Spacewatch                                          |
| (15847) 1995 WA2                          | 1995 WA2             | 18 листопада 1995 | Обсерваторія Оїдзумі           | Такао Кобаяші                                       |
| (15848) 1995 YJ4                          | 1995 YJ4             | 28 грудня 1995    | Обсерваторія Сайдинг-Спрінг    | Роберт Макнот                                       |
| 15849 Біллгарпер (Billharper)             | 1995 YM10            | 18 грудня 1995    | Обсерваторія Кітт-Пік          | Spacewatch                                          |
| (15850) 1996 AE1                          | 1996 AE1             | 12 січня 1996     | Обсерваторія Оїдзумі           | Такао Кобаяші                                       |
| 15851 Крісфлемінґ (Chrisfleming)          | 1996 AD10            | 13 січня 1996     | Обсерваторія Кітт-Пік          | Spacewatch                                          |
| (15852) 1996 BR1                          | 1996 BR1             | 23 січня 1996     | Обсерваторія Оїдзумі           | Такао Кобаяші                                       |
| (15853) 1996 BB13                         | 1996 BB13            | 16 січня 1996     | Обсерваторія Азіаґо            | Уліссе Мунарі, Маура Томбеллі                       |
| 15854 Нума (Numa)                         | 1996 CX2             | 15 лютого 1996    | Коллеверде ді Ґвідонія         | Вінченцо Касуллі                                    |
| (15855) 1996 CP7                          | 1996 CP7             | 14 лютого 1996    | Обсерваторія Азіаґо            | Уліссе Мунарі, Маура Томбеллі                       |
| (15856) 1996 EL                           | 1996 EL              | 10 березня 1996   | Обсерваторія Кітамі            | Кін Ендате, Кадзуро Ватанабе                        |
| (15857) 1996 EK1                          | 1996 EK1             | 10 березня 1996   | Обсерваторія Кітамі            | Кін Ендате, Кадзуро Ватанабе                        |
| (15858) 1996 EK15                         | 1996 EK15            | 12 березня 1996   | Обсерваторія Кітт-Пік          | Spacewatch                                          |
| (15859) 1996 GO18                         | 1996 GO18            | 15 квітня 1996    | Обсерваторія Ла-Сілья          | Ерік Вальтер Ельст                                  |
| 15860 Сірань (Siran)                      | 1996 HO              | 20 квітня 1996    | Обсерваторія Модри             | Адріан Галад, Душан Калманчок                       |
| 15861 Ісфахан (Ispahan)                   | 1996 HB12            | 17 квітня 1996    | Обсерваторія Ла-Сілья          | Ерік Вальтер Ельст                                  |
| (15862) 1996 HJ15                         | 1996 HJ15            | 17 квітня 1996    | Обсерваторія Ла-Сілья          | Ерік Вальтер Ельст                                  |
| (15863) 1996 HT15                         | 1996 HT15            | 18 квітня 1996    | Обсерваторія Ла-Сілья          | Ерік Вальтер Ельст                                  |
| (15864) 1996 HQ23                         | 1996 HQ23            | 20 квітня 1996    | Обсерваторія Ла-Сілья          | Ерік Вальтер Ельст                                  |
| (15865) 1996 HW25                         | 1996 HW25            | 20 квітня 1996    | Обсерваторія Ла-Сілья          | Ерік Вальтер Ельст                                  |
| (15866) 1996 KG                           | 1996 KG              | 16 травня 1996    | Вішнянська обсерваторія        | Вішнянська обсерваторія                             |
| (15867) 1996 NK5                          | 1996 NK5             | 14 липня 1996     | Обсерваторія Ла-Сілья          | Ерік Вальтер Ельст                                  |
| 15868 Акійосідай (Akiyoshidai)            | 1996 OL              | 16 липня 1996     | Обсерваторія Кума Коґен        | Акімаса Накамура                                    |
| 15869 Туллій (Tullius)                    | 1996 PL              | 8 серпня 1996     | Коллеверде ді Ґвідонія         | Вінченцо Касуллі                                    |
| 15870 Oburka                              | 1996 QD              | 16 серпня 1996    | Обсерваторія Ондржейов         | Петр Правец                                         |
| (15871) 1996 QX1                          | 1996 QX1             | 24 серпня 1996    | Обсерваторія Кушіро            | Сейджі Уеда, Хіроші Канеда                          |
| (15872) 1996 RJ4                          | 1996 RJ4             | 11 вересня 1996   | Обсерваторія Галеакала         | NEAT                                                |
| (15873) 1996 TH7                          | 1996 TH7             | 5 жовтня 1996     | Обсерваторія Наті-Кацуура      | Йошісада Шімідзу, Такеші Урата                      |
| (15874) 1996 TL66                         | 1996 TL66            | 9 жовтня 1996     | Обсерваторія Мауна-Кеа         | Чедвік Трухільйо, Девід Джевітт, Джейн Лу, Джун Чен |
| (15875) 1996 TP66                         | 1996 TP66            | 11 жовтня 1996    | Обсерваторія Мауна-Кеа         | Джейн Лу, Девід Джевітт, Чедвік Трухільйо           |
| (15876) 1996 VO38                         | 1996 VO38            | 12 листопада 1996 | Обсерваторія Кушіро            | Сейджі Уеда, Хіроші Канеда                          |
| (15877) 1996 WZ1                          | 1996 WZ1             | 24 листопада 1996 | Станція Сінлун                 | SCAP                                                |
| (15878) 1996 XC3                          | 1996 XC3             | 3 грудня 1996     | Обсерваторія Оїдзумі           | Такао Кобаяші                                       |
| (15879) 1996 XH6                          | 1996 XH6             | 3 грудня 1996     | Обсерваторія Наті-Кацуура      | Йошісада Шімідзу, Такеші Урата                      |
| (15880) 1997 AM7                          | 1997 AM7             | 9 січня 1997      | Обсерваторія Оїдзумі           | Такао Кобаяші                                       |
| (15881) 1997 CU                           | 1997 CU              | 1 лютого 1997     | Обсерваторія Оїдзумі           | Такао Кобаяші                                       |
| (15882) 1997 CF29                         | 1997 CF29            | 7 лютого 1997     | Станція Сінлун                 | SCAP                                                |
| (15883) 1997 CR29                         | 1997 CR29            | 3 лютого 1997     | Обсерваторія Мауна-Кеа         | Чедвік Трухільйо, Джун Чен, Девід Джевітт           |
| 15884 Maspalomas                          | 1997 DJ              | 27 лютого 1997    | Обсерваторія Тітібу            | Наото Сато                                          |
| (15885) 1997 EE                           | 1997 EE              | 1 березня 1997    | Обсерваторія Оїдзумі           | Такао Кобаяші                                       |
| (15886) 1997 EB6                          | 1997 EB6             | 7 березня 1997    | Обсерваторія Оїдзумі           | Такао Кобаяші                                       |
| 15887 Дейвкларк (Daveclark)               | 1997 ER26            | 4 березня 1997    | Обсерваторія Кітт-Пік          | Spacewatch                                          |
| (15888) 1997 EE29                         | 1997 EE29            | 13 березня 1997   | Вішнянська обсерваторія        | Вішнянська обсерваторія                             |
| 15889 Xiaoyuhe                            | 1997 FD4             | 31 березня 1997   | Сокорро (Нью-Мексико)          | LINEAR                                              |
| 15890 Прахатиці (Prachatice)              | 1997 GY              | 3 квітня 1997     | Обсерваторія Клеть             | Мілош Тіхі, Зденек Моравец                          |
| 15891 Alissazhang                         | 1997 GG7             | 2 квітня 1997     | Сокорро (Нью-Мексико)          | LINEAR                                              |
| (15892) 1997 GB14                         | 1997 GB14            | 3 квітня 1997     | Сокорро (Нью-Мексико)          | LINEAR                                              |
| (15893) 1997 GV20                         | 1997 GV20            | 6 квітня 1997     | Сокорро (Нью-Мексико)          | LINEAR                                              |
| (15894) 1997 JA13                         | 1997 JA13            | 3 травня 1997     | Обсерваторія Ла-Сілья          | Ерік Вальтер Ельст                                  |
| (15895) 1997 JJ15                         | 1997 JJ15            | 3 травня 1997     | Обсерваторія Ла-Сілья          | Ерік Вальтер Ельст                                  |
| 15896 Біркгофф (Birkhoff)                 | 1997 LX5             | 13 червня 1997    | Прескоттська обсерваторія      | Пол Комба                                           |
| 15897 Беначкова (Benackova)               | 1997 PD3             | 10 серпня 1997    | Обсерваторія Ондржейов         | Петр Правец                                         |
| 15898 Харастертім (Kharasterteam)         | 1997 QP              | 26 серпня 1997    | Обсерваторія Ондржейов         | Петр Правец, Ленка Коткова                          |
| 15899 Сильван (Silvain)                   | 1997 RR1             | 3 вересня 1997    | Бедуен                         | П'єр Антоніні                                       |
| (15900) 1997 RK3                          | 1997 RK3             | 3 вересня 1997    | Станція Сінлун                 | SCAP                                                |

| ← Астероїди 10001—20000 → |             |             |             |             |             |             |             |             |             |
| 10001—10100               | 11001—11100 | 12001—12100 | 13001—13100 | 14001—14100 | 15001—15100 | 16001—16100 | 17001—17100 | 18001—18100 | 19001—19100 |
| 10101—10200               | 11101—11200 | 12101—12200 | 13101—13200 | 14101—14200 | 15101—15200 | 16101—16200 | 17101—17200 | 18101—18200 | 19101—19200 |
| 10201—10300               | 11201—11300 | 12201—12300 | 13201—13300 | 14201—14300 | 15201—15300 | 16201—16300 | 17201—17300 | 18201—18300 | 19201—19300 |
| 10301—10400               | 11301—11400 | 12301—12400 | 13301—13400 | 14301—14400 | 15301—15400 | 16301—16400 | 17301—17400 | 18301—18400 | 19301—19400 |
| 10401—10500               | 11401—11500 | 12401—12500 | 13401—13500 | 14401—14500 | 15401—15500 | 16401—16500 | 17401—17500 | 18401—18500 | 19401—19500 |
| 10501—10600               | 11501—11600 | 12501—12600 | 13501—13600 | 14501—14600 | 15501—15600 | 16501—16600 | 17501—17600 | 18501—18600 | 19501—19600 |
| 10601—10700               | 11601—11700 | 12601—12700 | 13601—13700 | 14601—14700 | 15601—15700 | 16601—16700 | 17601—17700 | 18601—18700 | 19601—19700 |
| 10701—10800               | 11701—11800 | 12701—12800 | 13701—13800 | 14701—14800 | 15701—15800 | 16701—16800 | 17701—17800 | 18701—18800 | 19701—19800 |
| 10801—10900               | 11801—11900 | 12801—12900 | 13801—13900 | 14801—14900 | 15801—15900 | 16801—16900 | 17801—17900 | 18801—18900 | 19801—19900 |
| 10901—11000               | 11901—12000 | 12901—13000 | 13901—14000 | 14901—15000 | 15901—16000 | 16901—17000 | 17901—18000 | 18901—19000 | 19901—20000 |